# Lista de ativos de propriedade da The Walt Disney Company
Esta é uma lista de ativos atualmente ou anteriormente pertencentes à The Walt Disney Company, a menos que indicado de outra forma.
A partir de fevereiro de 2023, a Disney está organizada em três segmentos principais: Disney Entertainment, que inclui os ativos de filmes e TV da empresa, bem como streaming; ESPN (incluindo ESPN+); e Disney Parks, Experience and Products.

## Corporativo
| Ativo                               | Finalidade / Descrição | Nota |
| ----------------------------------- | --- | --- |
| Disney Enterprises, Inc.            | Detentora de direitos autorais e proprietária de marca registrada da propriedade intelectual (IP) da marca Disney. Aparece em contencioso, documentos judiciais e outros locais em todo o mundo para defender os direitos de sua propriedade intelectual contra uso não autorizado. | - Inicialmente formada como uma reincorporação em Estado de Delaware da antiga Disney Productions em 11 de fevereiro de 1987. - Recebeu seu nome atual, como corporação do Estado de Delaware, em fevereiro de 1996 como resultado de uma fusão completa entre a Walt Disney Company e a Capital Cities/ABC Inc. - Antes de 9 de fevereiro de 1996, em registros da SEC publicados pertencentes à Walt Disney Company (DIS), Disney Enterprises, Inc. (DIE) aparece no lugar da empresa para evitar confusão, já que uma holding (DC Holdco, Inc.) foi criada para levar a marca DIS após a fusão. |
| TWDC Enterprises 18 Corporation     | Holding fundada para facilitar a aquisição da Capital Cities/ABC Inc. | - Também uma corporação do Estado de Delaware, foi a entidade legal que usou o nome da Walt Disney Company de 1996 a 2019. - Inicialmente conhecida como DC Holdco, Inc., adotou seu nome atual em 20 de março de 2019, após a conclusão da aquisição da 21st Century Fox pela Disney e tornou-se uma subsidiária integral da TWDC Holdco 613 Corporation, que agora carrega o nome "The Walt Disney Company". |
| Disney Worldwide Services, Inc.     | Serviços corporativos compartilhados. | |
| The Disney Children's Center, Inc.  | Centro de cuidados infantis | |
| D23                                 | Fã-clube oficial | Administrado pelo marketing corporativo. |
| Earth Star, Inc.                    | Companhia aérea corporativa | |
| Grand Central Creative Campus (GC3) | Localização do escritório secundário | |

## Disney Enterteainment

### Walt Disney Studios

#### Produção live-action
| Ativo                | Subsidiária                               | Subdivisões                                        |
| -------------------- | ----------------------------------------- | -------------------------------------------------- |
| Walt Disney Pictures |                                           |                                                    |
| Disneynature         |                                           |                                                    |
| Marvel Studios       | Marvel Music                              |                                                    |
| Marvel Studios       | Marvel Film Productions LLC               |                                                    |
| Marvel Studios       | MVL Development LLC                       |                                                    |
| Marvel Studios       | MVL Productions LLC                       |                                                    |
| Lucasfilm            | Industrial Light & Magic                  | ILMxLab ILM TV                                     |
| Lucasfilm            | Lucasfilm Games                           |                                                    |
| Lucasfilm            | Lucas Licensing                           | LucasBooks (selo editorial licenciado)             |
| Lucasfilm            | Lucas Online                              |                                                    |
| Lucasfilm            | Lucasfilm Story Group                     |                                                    |
| Lucasfilm            | Skywalker Sound                           |                                                    |
| 20th Century Studios | 20th Century Family                       |                                                    |
| 20th Century Studios | 20th Digital Studio                       |                                                    |
| 20th Century Studios | 20th Century Games                        |                                                    |
| 20th Century Studios | Boom! Studios (participação minoritária)  | Archaia Entertainment                              |
| 20th Century Studios | Regency Enterprises (20%)                 | New Regency Productions (80%) - Regency Television |
| Searchlight Pictures | Searchlight Television Searchlight Shorts |                                                    |

#### Produção animada
| Ativo                         | Subsidiária                   | Nota                                 |
| ----------------------------- | ----------------------------- | ------------------------------------ |
| Walt Disney Animation Studios |                               | Sob o banner da Walt Disney Pictures |
| Pixar                         |                               | Sob o banner da Walt Disney Pictures |
| 20th Century Animation        |                               | Divisão de 20th Century Studios      |
| Marvel Animation              |                               | Divisão da Marvel Studios            |
| Lucasfilm Animation           | Lucasfilm Animation Singapore | Divisão da Lucasfilm                 |

#### Walt Disney Studios Motion Pictures
| Ativo                                                                    | Subsidiária              | Nota |
| ------------------------------------------------------------------------ | ------------------------ | --- |
| Buena Vista International                                                |                          | Joint venture da Walt Disney Studios e Sony Pictures Releasing em 15 países (em 12/2006), incluindo México, Brasil, Tailândia, Singapura, Filipinas e Rússia. |
| Buena Vista Theatres, Inc. (basicamente) El Capitan Entertainment Centre | Disney Studio Store      | Disney's Soda Fountain e Studio Store, localizado com um Ghirardelli Soda Fountain and Chocolate Shop no El Capitan Building fica ao lado do teatro.          |
| Buena Vista Theatres, Inc. (basicamente) El Capitan Entertainment Centre | El Capitan Theatre       | |
| Buena Vista Theatres, Inc. (basicamente) El Capitan Entertainment Centre | Hollywood Masonic Temple | |
| Walt Disney Studios Marketing                                            |                          | |
| Worldwide Special Events                                                 |                          | |

#### Disney Theatrical Group
| Subsidiária                                | Ativo                                               |
| ------------------------------------------ | --------------------------------------------------- |
| Disney Theatrical Productions              |                                                     |
| Disney Live Family Entertainment           | Disney on Ice (licenciado)                          |
| Disney Live Family Entertainment           | Disney Live (licenciado)                            |
| Disney Live Family Entertainment           | Marvel Universe Live! (licenciado)                  |
| Disney Live Family Entertainment           | Walt Disney Special Events Group                    |
| Disney Theatrical Licensing                |                                                     |
| New Amsterdam Development Corp.            | New Amsterdam Theatre (arrendamento de longo prazo) |
| New Amsterdam Theatrical Productions, Inc. |                                                     |
| Walt Disney Theatrical Worldwide, Inc.     |                                                     |
| Buena Vista Theatrical                     |                                                     |
| Buena Vista Theatrical Ventures, Inc.      |                                                     |
| Buena Vista Theatrical Merchandise, LLC    |                                                     |

#### Disney Music Group
| Ativo                   | Subsidiária                             | Nota                                                                                   |
| ----------------------- | --------------------------------------- | -------------------------------------------------------------------------------------- |
| Disney Music Publishing | Agarita Music                           |                                                                                        |
| Disney Music Publishing | Buena Vista Music Co.                   |                                                                                        |
| Disney Music Publishing | Falferious Music                        |                                                                                        |
| Disney Music Publishing | Five Hundred South Songs                |                                                                                        |
| Disney Music Publishing | Fuzzy Muppet Songs                      |                                                                                        |
| Disney Music Publishing | Holpic Music, Inc.                      |                                                                                        |
| Disney Music Publishing | Hollywood Pictures Music                |                                                                                        |
| Disney Music Publishing | Pixar Music                             |                                                                                        |
| Disney Music Publishing | Pixar Talking Pictures                  |                                                                                        |
| Disney Music Publishing | Seven Peaks Music                       |                                                                                        |
| Disney Music Publishing | Seven Summits Music                     |                                                                                        |
| Disney Music Publishing | Touchstone Pictures Music & Songs, Inc. |                                                                                        |
| Disney Music Publishing | Utapau Music                            |                                                                                        |
| Disney Music Publishing | Mad Muppet Melodies                     |                                                                                        |
| Disney Music Publishing | Marvel Comics Music                     |                                                                                        |
| Disney Music Publishing | Walt Disney Music Company               |                                                                                        |
| Disney Music Publishing | Wampa-Tauntaun Music                    |                                                                                        |
| Disney Music Publishing | Wonderland Music Company                |                                                                                        |
| Buena Vista Records     |                                         | Revivida como um gravadora conjunto country com a Universal Music Group Nashville.     |
| Walt Disney Records     |                                         |                                                                                        |
| Hollywood Records       |                                         |                                                                                        |
| RMI Recordings          |                                         | Uma gravadora de talentos "digital-first" conjunta com os fundadores da DigiTour Media |
| Disney Concerts         |                                         |                                                                                        |

#### Disney Studio Services
| Ativo                                                   | Subsidiária                   | Nota                                                                                        |
| ------------------------------------------------------- | ----------------------------- | ------------------------------------------------------------------------------------------- |
| Disney Digital Studio Services - Studio Post Production |                               |                                                                                             |
| Studio Production Services                              | Walt Disney Studios (Burbank) |                                                                                             |
| Studio Production Services                              | Golden Oak Ranch              |                                                                                             |
| Studio Production Services                              | Prospect Studios              |                                                                                             |
| Studio Production Services                              | KABC7 Studio B                |                                                                                             |
| Studio Production Services                              | Pinewood Studios              | A maior parte do estúdio está sob um contrato de arrendamento de 10 anos do Pinewood Group. |
| Studio Production Services                              | Disney Studios Australia      |                                                                                             |

### Disney General Entertainment Content
Disney General Entertainment Content, fazendo negócios como Walt Disney Television, é o principal braço de coleção de conteúdo da Disney.
Lista de unidades da Walt Disney Television com base na estrutura organizacional atual:
| Unidade                                                                 | Subsidiárias |
| ----------------------------------------------------------------------- | --- |
| Disney Television Studios                                               | - ABC Signature - 20th Television - 20th Television Animation |
| ABC Entertainment, Hulu & Disney Branded Television Streaming Originals | - ABC Entertainment - Hulu Originals - Disney Branded Television (conteúdo e streaming) - Disney Channel - Disney Junior - Disney XD - Disney Original Documentary - Disney Television Animation - It's a Laugh Productions - Unscripted and Alternative Entertainment - Walt Disney Television Alternative |
| Disney Branded Television (programação)                                 | - Disney Channel - Disney Junior - Disney XD |
| Freeform and Onyx Collective                                            | - Freeform - Onyx Collective |
| FX Networks                                                             | - FX - FXX - FX Movie Channel - FX Entertainment - FX Productions |
| National Geographic Global Networks                                     | - National Geographic - Nat Geo Wild - Nat Geo Mundo - National Geographic Studios |
| ABC News                                                                | - ABC Audio - ABC News Radio - ABC News Studios |

#### A&E Networks
participação acionária de 50%; joint venture com Hearst Corporation
| Ativo                             | Subunidades                                  | Nota                                               |
| --------------------------------- | -------------------------------------------- | -------------------------------------------------- |
| A+E Networks International        | Blaze                                        |                                                    |
| A+E Networks Consumer Enterprises |                                              | Convenções, produtos de consumo, e eventos ao vivo |
| A+E Studios                       | A&E Originals                                |                                                    |
| A+E Studios                       | A&E IndieFilms                               |                                                    |
| A+E Studios                       | A+E Films                                    |                                                    |
| A+E Studios                       | 45th & Dean                                  |                                                    |
| A+E Networks Digital              | Lively Place OTT channel                     |                                                    |
| A+E Networks Digital              | Lifetime Movie Club                          |                                                    |
| A+E Networks Digital              | History Vault                                |                                                    |
| A+E Ventures                      | Propagate Content                            | Parceiro de capital                                |
| A+E Ventures                      | Reel One Entertainment (participação de 35%) | [ 28 ]                                             |
| A+E Ventures                      | Vice Media, Inc. (participação de 36%)       | Viceland                                           |
| A+E Ventures                      | Vice Media, Inc. (participação de 36%)       | Vice TV                                            |
| A&E TV networks                   | A&E                                          |                                                    |
| A&E TV networks                   | Crime & Investigation                        |                                                    |
| A&E TV networks                   | FYI                                          |                                                    |
| A&E TV networks                   | History                                      |                                                    |
| A&E TV networks                   | History en Español                           |                                                    |
| A&E TV networks                   | Military History                             |                                                    |
| A&E TV networks                   | History TV18 (participação de 50%)           |                                                    |
| A&E TV networks                   | History Films                                |                                                    |
| A&E TV networks                   | Six West Media                               |                                                    |
| Lifetime Entertainment Services   | Lifetime                                     |                                                    |
| Lifetime Entertainment Services   | LMN                                          |                                                    |
| Lifetime Entertainment Services   | Lifetime Real Women                          |                                                    |
| Lifetime Entertainment Services   | Lifetime Movie Club                          |                                                    |
| Lifetime Entertainment Services   | Lifetime Radio for Women                     |                                                    |
| Lifetime Entertainment Services   | Lifetime Press                               |                                                    |
| Lifetime Entertainment Services   | Lifetime Digital                             | Lifetime Games                                     |

### Disney Streaming
| Ativo                               | Notas |
| ----------------------------------- | --- |
| Disney+ - Star                      | |
| Hulu (67%) - Hulu Documentary Films | NBCUniversal é coproprietário do Hulu como um parceiro silencioso. Espera-se que obtenha a propriedade total até 2024, no mínimo |
| Star+                               | Oferecido na América Latina |
| Disney+ Hotstar                     | |

### International Network Brands
| Ativo                               | Notas                                                 |
| ----------------------------------- | ----------------------------------------------------- |
| IP ABC Spark                        | Apenas licenciado; propriedade da Corus Entertainment |
| Disney Channel                      |                                                       |
| Disney Junior                       |                                                       |
| Disney XD                           |                                                       |
| La Chaîne Disney                    | Apenas licenciado; propriedade da Corus Entertainment |
| National Geographic Global Networks | 73% com National Geographic Society                   |
| FX                                  |                                                       |

### The Walt Disney Company Europe, Middle East and Africa
The Walt Disney Company Europe, Middle East & Africa (fazendo negócios como The Walt Disney Company Limited) é a maior divisão internacional da Walt Disney Company, atendendo a EMEA. Sua sede está localizada na Queen Caroline Street, Hammersmith, oeste de Londres, e tem a maioria de suas localizações, principalmente na Europa.
| Asset                                                                          | Subsidiary                | Notes                                                        |
| ------------------------------------------------------------------------------ | ------------------------- | ------------------------------------------------------------ |
| The Walt Disney Company CIS                                                    |                           |                                                              |
| The Walt Disney Company France                                                 |                           |                                                              |
| The Walt Disney Company (Germany; GmbH)                                        |                           |                                                              |
| Disney Television (Germany), Inc.                                              |                           |                                                              |
| The Walt Disney Company Italia                                                 |                           |                                                              |
| The Walt Disney Company Limited (UK)                                           |                           | Website Oficial                                              |
| The Walt Disney Company Nordic                                                 |                           |                                                              |
| The Walt Disney Company Hungary Kft.                                           |                           |                                                              |
| Disney Televizyon Yayıncılık A.Ş                                               |                           |                                                              |
| The Walt Disney Company Iberia S.L. - Sociedad Gestora de Television NET TV SA | Disney Channel (Spain) HD | Joint venture com a Vocento SA, Intereconomía Corporation SA |
| The Walt Disney Company Iberia S.L. - Sociedad Gestora de Television NET TV SA | Disney Channel (Espanha)  | Joint venture com a Vocento SA, Intereconomía Corporation SA |
| The Walt Disney Company Iberia S.L. - Sociedad Gestora de Television NET TV SA | Disney Channel Spanish +1 | Joint venture com a Vocento SA, Intereconomía Corporation SA |

### The Walt Disney Company América Latina
| Ativo                       | Subsidiária                                                                | Subdivisões | Notas                                                                                             |
| --------------------------- | -------------------------------------------------------------------------- | --- | ------------------------------------------------------------------------------------------------- |
| Rádio Disney América Latina | Rádio Disney América Latina#Estações\|Radio Disney América Latina Estações | Rádio Disney Brasil | Rádio Disney Bolívia é uma joint venture com Empresa de Comunicaciones del Oriente                |
| Joint ventures              | Patagonik Film Group                                                       | | Argentina                                                                                         |
| Joint ventures              | Rede Telecine                                                              | Canais Telecine * Megapix * Telecine Action * Telecine Cult * Telecine Fun * Telecine Pipoca * Telecine Premium * Telecine Touch | Brasil — co-propriedade com Globosat, Paramount Pictures, Metro-Goldwyn-Mayer e Universal Studios |

### The Walt Disney Company Asia Pacific
| Disney Networks Group Asia Pacific | Ativo                                              | Subsidiária               | Subdivisões / Canais |
| ---------------------------------- | -------------------------------------------------- | ------------------------- | --- |
| Disney Networks Group Asia Pacific | The Walt Disney Company (Southeast Asia) Pte. Ltd. |                           | * Baby TV * National Geographic Channel * Nat Geo Wild |
| Disney Networks Group Asia Pacific | The Walt Disney Company (Taiwan) Ltd.              |                           | * Star Chinese Channel - Star Chinese Movies - Star Entertainment Channel - Star Movies Gold - Star Movies HD - Star World |
| The Walt Disney Company India      | Disney Star                                        | Star TV Media Networks    | Star Channels - Star Plus - Star Bharat - Star Utsav - Star Utsav Movies - Star Gold - Star Gold 2 - Star Gold Select - Star Gold Romance - Star Life - Star Jalsha - Star Jalsha Movies - Star Pravah - Star Vijay - Star Vijay Super - Star Vijay Music - Star Suvarna - Star Suvarna Plus - Utsav Plus - Utsav Gold - Utsav Bharat |
| The Walt Disney Company India      | Disney Star                                        | Star TV Media Networks    | Disney Channels * Disney Channel * Disney International HD * Disney Junior * Hungama TV * Super Hungama |
| The Walt Disney Company India      | Disney Star                                        | Star TV Media Networks    | English Cluster * Star Movies * Star Movies Select * National Geographic Channel * Nat Geo Wild * Fox Life * Baby TV |
| The Walt Disney Company India      | Disney Star                                        | Star TV Media Networks    | Star Sports Network * Star Sports 1 * Star Sports 2 * Star Sports 3 * Star Sports Select 1 * Star Sports Select 2 * Star Sports 1 Hindi * Star Sports 1 Tamil * Star Sports 1 Telugu * Star Sports 1 Kannada * Star Sports 1 Bangla * Star Sports 1 Marathi * Star Sports First                                                       |
| The Walt Disney Company India      | Disney Star                                        | Star TV Media Networks    | Star Media Networks South * Asianet Star Communications ** Asianet ** Asianet Plus ** Asianet Movies * Star Maa Network ** Star Maa ** Star Maa Movies ** Star Maa Gold ** Star Maa Music |
| The Walt Disney Company India      | Disney Star                                        | Star Studios              | |
| The Walt Disney Company India      | Disney Star                                        | Mashal Sports (74%)       | Pro Kabaddi league |
| The Walt Disney Company India      | Disney Star                                        | Indian Super League (40%) | |

## ESPN
Participação acionária de 80%; 20% de propriedade da Hearst Corporation
- ESPN
- ESPN2
- ESPN3
- ESPN+
- ESPN on ABC
- ESPN International
- ESPNews
- ESPN Deportes
- ESPN Films
- ESPN Classic
- ESPNU
- ESPN Now
- ESPN PPV
- ESPN Events
- ESPN Radio
- ESPN Books
- ESPN.com

The Undefeated
- ESPN Home Entertainment
- ESPN Outdoors
- ESPN Digital Center
- ESPY Award
- ACC Network
- Longhorn Network
- SEC Network
- X Games
- DraftKings (investimento minoritário)[39]

|}

## Disney Experiences

### Disney Consumer Products
Disney Consumer Products, Inc. abrange Disney Store, Disney Games, Disney Publishing, e Disney Licensing (incluindo Disney Baby).

#### Varejo da Disney
| Ativo                                   | Subsidiária                | Nota                                                                                       |
| --------------------------------------- | -------------------------- | ------------------------------------------------------------------------------------------ |
| Disney Store Worldwide, Inc.            | Disney Store North America |                                                                                            |
| Disney Store Worldwide, Inc.            | Disney Store Europe        |                                                                                            |
| Disney Store Worldwide, Inc.            | Disney Store Japan         |                                                                                            |
| Disney Store Worldwide, Inc.            | Disney Shopping, Inc.      | Anteriormente Disney Direct Marketing Services, Inc. Catálogo e canais de marketing direto |
| Disney Direct Response Publishing, Inc. |                            |                                                                                            |
| Integrated Retail                       |                            | Consolida todos os outros canais de varejo norte-americanos                                |

#### Jogos da Disney e experiências interativas
| Ativo              | Subsidiária     | Nota                                                 |
| ------------------ | --------------- | ---------------------------------------------------- |
| Disney Mobile      | Starwave Mobile |                                                      |
| Disney Canada Inc. |                 | Desenvolvedora de Club Penguin e Club Penguin Island |
| Gamestar           |                 |                                                      |
| Rocket Pack        |                 |                                                      |
| Go.com             |                 |                                                      |

#### Conteúdo DCPI
| Ativo                 | Subsidiária                          | Nota |
| --------------------- | ------------------------------------ | ---- |
| Conteúdo e mídia DCPI | Advanced Media                       |      |
| Conteúdo e mídia DCPI | Mídia social e Micro Content         |      |
| Conteúdo e mídia DCPI | Disney Co/Op, conteúdo personalizado |      |
| DCPI Labs team        |                                      |      |

#### Disney Publishing Worldwide
| Ativo                                 | Subsidiária | Nota                                                                 |
| ------------------------------------- | --- | -------------------------------------------------------------------- |
| Core Publishing                       | Disney Magazine Publishing, Inc. |                                                                      |
| Core Publishing                       | Disney Libri |                                                                      |
| Core Publishing                       | Disney Libros | Espanha                                                              |
| Core Publishing                       | Disney Book Group * Disney Comics * Disney·Hyperion **Rick Riordan Presents * Disney·Jump at the Sun * Disney Lucasfilm Press * Disney Press * Disney Editions | Disney Book Publishing, Inc.                                         |
| Digital Publishing - Disney Book Apps | |                                                                      |
| Disney Learning                       | Disney Educational Productions |                                                                      |
| Disney Learning                       | Disney English |                                                                      |
| Disney Learning                       | Disney Imagicademy |                                                                      |
| NG Media                              | National Geographic Magazines |                                                                      |
| NG Media                              | National Geographic Books | National Geographic Kids Books * Impressão de ficção Under the Stars |
| Marvel Comics                         | |                                                                      |

### Parques e resorts
| Ativo                                                 | Subsidiária                        | Nota                         |
| ----------------------------------------------------- | ---------------------------------- | ---------------------------- |
| Merchandising dos parques da Disney                   | World of Disney                    | Lojas de varejo              |
| Merchandising dos parques da Disney                   | Magic of Disney                    | Loja do aeroporto de Orlando |
| Merchandising dos parques da Disney                   | EarPort                            | Loja do aeroporto de Orlando |
| Walt Disney Imagineering Research & Development, Inc. | Walt Disney Creative Entertainment |                              |
| Walt Disney Imagineering Research & Development, Inc. | Disney Research China              |                              |
| Walt Disney Imagineering Research & Development, Inc. | The Muppets Studio                 |                              |
| Disney Destinations, LLC                              | disneytravelagents.com             |                              |
| Disney Sports Enterprises                             | ESPN Wide World of Sports Complex  |                              |
| Disney Sports Enterprises                             | runDisney                          |                              |
| Disney's Fairy Tale Weddings & Honeymoons             |                                    |                              |

#### Disneyland Resort
| Disneyland Resort (Disneyland, Inc.) | Tipo de ativo       | Ativo                                  | Nota |
| ------------------------------------ | ------------------- | -------------------------------------- | ---- |
| Disneyland Resort (Disneyland, Inc.) | Parques temáticos   | Disneyland                             | 1955 |
| Disneyland Resort (Disneyland, Inc.) | Parques temáticos   | Disney California Adventure            | 2001 |
| Disneyland Resort (Disneyland, Inc.) | Complexo de compras | Downtown Disney                        |      |
| Disneyland Resort (Disneyland, Inc.) | Resorts             | Disneyland Hotel (WCO Hotels, Inc.)    |      |
| Disneyland Resort (Disneyland, Inc.) | Resorts             | Disney's Grand Californian Hotel & Spa |      |
| Disneyland Resort (Disneyland, Inc.) | Resorts             | Disney's Paradise Pier Hotel           |      |

#### Walt Disney World Resort
Lake Buena Vista, Florida, Estados Unidos
| Walt Disney World Resort (Walt Disney World Company) | Tipo de ativo / Distrito         | Ativo                                                    | Subsidiária                                               |
| ---------------------------------------------------- | -------------------------------- | -------------------------------------------------------- | --------------------------------------------------------- |
| Walt Disney World Resort (Walt Disney World Company) | Parques temáticos                | Magic Kingdom                                            |                                                           |
| Walt Disney World Resort (Walt Disney World Company) | Parques temáticos                | Epcot                                                    |                                                           |
| Walt Disney World Resort (Walt Disney World Company) | Parques temáticos                | Disney's Hollywood Studios                               |                                                           |
| Walt Disney World Resort (Walt Disney World Company) | Parques temáticos                | Disney's Animal Kingdom                                  |                                                           |
| Walt Disney World Resort (Walt Disney World Company) | Parques aquáticos                | Disney's Blizzard Beach                                  |                                                           |
| Walt Disney World Resort (Walt Disney World Company) | Parques aquáticos                | Disney's Typhoon Lagoon                                  |                                                           |
| Walt Disney World Resort (Walt Disney World Company) | Empresas proprietárias de terras | Compass Rose Corporation                                 |                                                           |
| Walt Disney World Resort (Walt Disney World Company) | Empresas proprietárias de terras | Walt Disney Travel Company                               |                                                           |
| Walt Disney World Resort (Walt Disney World Company) | Empresas proprietárias de terras | Walt Disney World Hospitality and Recreation Corporation |                                                           |
| Walt Disney World Resort (Walt Disney World Company) | Reedy Creek Improvement District | Reedy Creek Energy Services                              |                                                           |
| Walt Disney World Resort (Walt Disney World Company) | Reedy Creek Improvement District | Bay Lake, Florida                                        |                                                           |
| Walt Disney World Resort (Walt Disney World Company) | Reedy Creek Improvement District | Lake Buena Vista, Florida                                |                                                           |
| Walt Disney World Resort (Walt Disney World Company) | Outras atrações/características  | Disney's BoardWalk                                       |                                                           |
| Walt Disney World Resort (Walt Disney World Company) | Outras atrações/características  | Disney Springs                                           |                                                           |
| Walt Disney World Resort (Walt Disney World Company) | Outras atrações/características  | Seven Seas Lagoon                                        |                                                           |
| Walt Disney World Resort (Walt Disney World Company) | Outras atrações/características  | Bay Lake                                                 |                                                           |
| Walt Disney World Resort (Walt Disney World Company) | Outras atrações/características  | Transportation and Ticket Center                         |                                                           |
| Walt Disney World Resort (Walt Disney World Company) | Outras atrações/características  | Disney Transport                                         | Walt Disney World Monorail System                         |
| Walt Disney World Resort (Walt Disney World Company) | Resorts                          | Disney's Animal Kingdom Lodge                            | Disney's Animal Kingdom Villas                            |
| Walt Disney World Resort (Walt Disney World Company) | Resorts                          | Disney's Beach Club Resort                               | Disney's Beach Club Villas                                |
| Walt Disney World Resort (Walt Disney World Company) | Resorts                          | Disney's BoardWalk Inn                                   | Disney's BoardWalk Villas                                 |
| Walt Disney World Resort (Walt Disney World Company) | Resorts                          | Disney's Contemporary Resort                             | Bay Lake Tower at Disney's Contemporary Resort            |
| Walt Disney World Resort (Walt Disney World Company) | Resorts                          | Disney's Grand Floridian Resort & Spa                    | The Villas at Disney's Grand Floridian Resort & Spa       |
| Walt Disney World Resort (Walt Disney World Company) | Resorts                          | Disney's Grand Floridian Resort & Spa                    | Disney's Wedding Pavilion                                 |
| Walt Disney World Resort (Walt Disney World Company) | Resorts                          | Disney's Polynesian Village Resort                       | Disney's Polynesian Villas & Bungalows                    |
| Walt Disney World Resort (Walt Disney World Company) | Resorts                          | Disney's Wilderness Lodge                                | Boulder Ridge Villas at Disney's Wilderness Lodge         |
| Walt Disney World Resort (Walt Disney World Company) | Resorts                          | Disney's Wilderness Lodge                                | Copper Creek Villas & Cabins at Disney's Wilderness Lodge |
| Walt Disney World Resort (Walt Disney World Company) | Resorts                          | Disney's Yacht Club Resort                               |                                                           |
| Walt Disney World Resort (Walt Disney World Company) | Resorts                          | Disney's Caribbean Beach Resort                          |                                                           |
| Walt Disney World Resort (Walt Disney World Company) | Resorts                          | Disney's Coronado Springs Resort                         |                                                           |
| Walt Disney World Resort (Walt Disney World Company) | Resorts                          | Disney's Port Orleans Resort - French Quarter            |                                                           |
| Walt Disney World Resort (Walt Disney World Company) | Resorts                          | Disney's Port Orleans Resort - Riverside                 |                                                           |
| Walt Disney World Resort (Walt Disney World Company) | Resorts                          | Disney's All-Star Movies Resort                          |                                                           |
| Walt Disney World Resort (Walt Disney World Company) | Resorts                          | Disney's All-Star Music Resort                           |                                                           |
| Walt Disney World Resort (Walt Disney World Company) | Resorts                          | Disney's All-Star Sports Resort                          |                                                           |
| Walt Disney World Resort (Walt Disney World Company) | Resorts                          | Disney's Art of Animation Resort                         |                                                           |
| Walt Disney World Resort (Walt Disney World Company) | Resorts                          | Disney's Pop Century Resort                              |                                                           |
| Walt Disney World Resort (Walt Disney World Company) | Resorts                          | Disney's Old Key West Resort                             |                                                           |
| Walt Disney World Resort (Walt Disney World Company) | Resorts                          | Disney's Saratoga Springs Resort & Spa                   |                                                           |
| Walt Disney World Resort (Walt Disney World Company) | Resorts                          | Disney's Fort Wilderness Resort & Campground             |                                                           |

#### Disney Parks International
Disneyland International, supervisiona o interesse da Disney no Tokyo Disney Resort. A WDC assumiu a propriedade total da Euro Disneyland, inaugurada em 12 de abril de 1992, como o Euro Disney Resort, localizado em Marne-la-Vallée, perto de Paris, França. A Disney possui 48% do Hong Kong International Theme Parks, enquanto o Governo de Hong Kong possui 52% das ações.
| Euro Disney Investments, Inc.         | Ativo                                            | Subsidiária                        | Subdivisão | Nota |
| ------------------------------------- | ------------------------------------------------ | ---------------------------------- | --- | --- |
| Euro Disney Investments, Inc.         | Euro Disney S.A.S.                               | Euro Disney S.C.A.                 | | 100% propriedade da Disney |
| Euro Disney Investments, Inc.         | Euro Disney S.A.S.                               | Euro Disney Associés               | | 100% propriedade da Disney |
| Euro Disney Investments, Inc.         | Euro Disney S.A.S.                               | EDL Hotels SCA                     | | 100% propriedade da Disney |
| Euro Disney Investments, Inc.         | Euro Disney Investment SAS                       |                                    | | Possuindo 9% e sócio geral da Euro Disney Associés |
| Euro Disney Investments, Inc.         | Centre de Congrès Newport S.A.S                  | Newport Bay Club Convention Centre | | Convention Centre leased to EDL Hôtels S.C.A. |
| Euro Disney Investments, Inc.         | EDL Holding Co. (99,9% de propriedade da Disney) | Euro Disney S.C.A. (82%)           | Euro Disney Commandité SAS. * Euro Disney Associés SCA ** EDL Hôtels SCA * EDL Services SAS ** Disneyland Hotel ** Disney's Hotel New York — The Art of Marvel ** Disney's Newport Bay Club ** Disney's Sequoia Lodge ** Disney's Hotel Cheyenne ** Disney's Hotel Santa Fe ** Disney's Davy Crockett Ranch ** Disney Village ** Golf Disneyland | Euro Disney S.C.A.: 2% de propriedade de acionistas públicos, possui diretamente 82% da Euro Disney Associés Euro Disney Associés S.C.A.: empresa operadora da Disney Paris EDL Hôtels S.C.A.: possui o terreno da Phase IB e opera os hotéis Euro Disney Commandité S.A.S.: um sócio geral da Euro Disney Associés EDL Services SAS: gerencia a Phase IB Financing Companies, proprietárias dos vários hotéis e Disney Village |
| Euro Disneyland Participations S.A.S. | Euro Disneyland Park S.N.C. (17%)                | Disneyland Park (Paris)            | | Aberta como Euro Disneyland, 1992 |
| Euro Disneyland Participations S.A.S. | Euro Disneyland Park S.N.C. (17%)                | Walt Disney Studios                | | 2002 |

| Ativo                                                        | Subsidiária          | Note                                                   |
| ------------------------------------------------------------ | -------------------- | ------------------------------------------------------ |
| Hong Kong Disneyland Resort (Penny's Bay, Lantau, Hong Kong) | Hong Kong Disneyland | 2005                                                   |
| Hong Kong Disneyland Resort (Penny's Bay, Lantau, Hong Kong) | Inspiration Lake     | De propriedade do governo, mas administrado pelo HKITP |
| Hong Kong Disneyland Hotel                                   |                      |                                                        |
| Disney's Hollywood Hotel                                     |                      |                                                        |
| Disney Explorers Lodge                                       |                      | 2017                                                   |
| Hong Kong Disneyland Management Limited                      |                      | De propriedade 100% da Disney e administra o parque    |

| Ativo                                                                   | Subsidiária              | Notas |
| ----------------------------------------------------------------------- | ------------------------ | --- |
| Shanghai International Theme Park Company Limited                       | Shanghai Disneyland Park | Shanghai International: 43% pela Disney, 57% pelo Shanghai Shendi Group, que possui os parques temáticos dentro do resort.    |
| Shanghai International Theme Park Associated Facilities Company Limited |                          | 43% pela Disney, 57% pelo Shanghai Shendi Group, que possui as instalações associadas dentro do resort                        |
| Shanghai International Theme Park and Resort Management Company Limited |                          | 70% pela Disney, 30% pelo Shanghai Shendi Group, que administra o resort como um todo, bem como o projeto para desenvolvê-lo. |

#### Disney Signature Experiences
| Ativo                                 | Subsidiária | Notas                                                                                                  |
| ------------------------------------- | --- | --- |
| Adventures by Disney                  | | |
| National Geographic Expeditions       | | |
| Disney Cruise Line                    | Disney Magic | Navios                                                                                                 |
| Disney Cruise Line                    | Disney Wonder | Navios                                                                                                 |
| Disney Cruise Line                    | Disney Dream | Navios                                                                                                 |
| Disney Cruise Line                    | Disney Fantasy | Navios                                                                                                 |
| Disney Cruise Line                    | Disney Wish | Navios                                                                                                 |
| Disney Cruise Line                    | Castaway Cay (1998) | Portos                                                                                                 |
| Port Canaveral, Flórida               | | Portos                                                                                                 |
| Disney Vacation Club Management Corp. | Disney's Vero Beach Resort                                                                                               | Resort localizado em Vero Beach, Florida                                                               |
| Disney Vacation Club Management Corp. | Disney's Hilton Head Island Resort                                                                                       | Resort localizado em Hilton Head Island, Carolina do Sul                                               |
| Disney Vacation Club Management Corp. | Aulani | Resort localizado em Kapolei, Havaí                                                                    |
| Disney Vacation Club Management Corp. | Hotels at the major resorts are involved and are listed under their respective resorts, see Disney Vacation Club article | |
| Golden Oak Realty                     | Golden Oak at Walt Disney World Resort                                                                                   | |
| Storyliving by Disney                 | Disney Living Development, Inc. (anteriormente Disney Vacation Development, Inc.)                                        | Cotino, em Rancho Mirage, California, é o primeiro desenvolvimento planejado da Storyliving by Disney. |

### Marvel Entertainment
- Cover Concepts, Inc.
- Marvel Characters, Inc.
- Marvel New Media
- Marvel Entertainment International Limited (United Kingdom)
- Marvel Internet Productions LLC (Delaware)
- Marvel Property, Inc. (Delaware)
- Marvel International Character Holdings LLC (Delaware)
- MVL Development LLC (Delaware)
- MRV, Inc. (Delaware)
- Marvel Games
- Marvel Toys Limited (Hong Kong)
- MVL International C.V. (The Netherlands)
- Marvel Characters B.V. (The Netherlands)
- Marvel Worldwide, Inc.
  - Marvel Comics
    - Marvel Custom Solutions, quadrinhos personalizados[54]
    - Marvel Press
    - Marvel Unlimited
- Marvel Toys
- Marvel Universe
  - Marvel Toys Limited (Hong Kong)

## Serviços compartilhados
Estes são serviços compartilhados entre os segmentos Disney Entertainment e ESPN
- Product and Technology
- Disney Platform Distribution
- Advertising Sales

## Outros
- BVCC, Inc. (Buena Vista Construction Company) empreiteiro geral da Disney World
- Disney Character Voices International
- Disney Institute, o braço de desenvolvimento profissional e treinamento externo
- Disney Programs
  - Disney Accelerator[56]
  - Disney College Program
  - Disney International Programs
- Disney Legends
  - Golden Pass
- Disney University
- Disney Worldwide Outreach Program
- National Geographic Partners (73% de participação majoritária; 27% de propriedade da National Geographic Society)
- Silver Creek Pictures, Inc.
- Sphero (Junho 2015) TWDC comprou uma participação na empresa de brinquedos robóticos e os abordou sobre a construção do BB-8[57]
- Pixar RenderMan
- Presto

### Holdings de propriedade
- Carousel Holdings EAT LLC, Carousel Inn & Suites, Anaheim, Califórnia[58]
- Axman Realty Corp.
- Boss Realty, Inc.
- Commercial Apartment Properties, Inc.
- The Celebration Co.
- Disney Keystone Properties, Inc.
- Disney Realty, Inc.
- Dutchman Realty, Inc.
- The Dolphin Hotel, Inc.
- Homestead Homes, Inc.
- The Little Lake Bryan Co.

- Maple Leaf Commercial Properties, Inc.
- The Swan Hotel, Inc.
- Walt Disney Properties Corp.[13]
- Buena Vista Street, Burbank CA
  - Pine Woods Properties, Inc.
  - Holmes Houses, Inc.
  - Key Bridge Properties, Inc.
- Florida properties
  - Lake Bryan, Inc.
  - Madeira Land Co., Inc.
  - Magnolia Creek Development Co.[13]

### Financeiro
- Arvida Disney Financial Services Inc.
  - Arvida Real Estate Capital Inc., uma subsidiária de banco de investimento imobiliário comercial para obter financiamento para projetos comerciais, industriais e de varejo[59]

### Capital de risco
Steamboat Ventures: posições de propriedade não reveladas
- Baynote
- Chukong Technologies
- EdgeCast
- Elemental Technologies
- EMN8
- Fanzter, Inc.
- Fastclick
- FreeWheel
- GameSalad
- GoPro
- Greystripe

- Kapow Software
- MediaBank
- MerchantCircle
- Passenger
- Photobucket
- RazorGator
- Vobile
- VoodooVox
- Zettics[60]

#### Propriedades chinesas
- 51Fanli
- Bokecc
- Cocoa China
- Gridsum Technology
- Netmovie[61]

- Shangpin
- Troodon
- UUSee
- Yoyi Media
- YY[62]

### Não triados
- 2139 Empire Avenue Corp.
- Alameda Payroll, Inc.
- Andes Productions, Inc.
- Animation Collectors, Inc.
- BVHV Services
- Before & After Productions, Inc.
- Berl Holding Co.
- Billy B. Productions, Inc.
- Blue Note Management Corp.
- Buena Vista Catalog Co.
- Buena Vista Laboratories, Inc.
- Buena Vista Trading Co.
- C.A. Productions, Inc.
- DCSR, Inc.
- Devonson Corp.
- Disney Art Editions, Inc.
- Disney Computer Magazine Group, Inc.
- Disney Credit Card Services, Inc.
- Disney Interfinance Corp.

- Disney Media Ventures, Inc.
- Disney Research
- Disney Special Programs, Inc.
- Disney, Inc.
- ERS Investment Ltd.
- Entertainment Development, Inc.
- Film Brothers Property Corp.
- From Time to Time Inc.
- Hardware Distribution, Inc.
- Heavy Weight, Inc.
- Hodi Investments, Inc.
- Hughes Flying Boat Corp.
- IJR, Inc.(inactive)
- Indian Warrior Productions, Inc.
- J.B. Productions, Inc.
- Kelly Management, Inc.
- LBV Services, Inc.
- Merriweather Productions, Inc. (inativa)
- Montrose Corp.
- One For All Productions, Inc.
- Palm Hospitality Co.

- Plymouth Productions
- PNLH Payroll Inc.
- RCE Services, Inc.
- Stakeout Two Productions, Inc.
- Supercomm International, Inc.
- Swing Kids Productions, Inc.
- The Inn Corp.
- The Quiz Show Co.[13]
- Theme Park Productions, Inc.
- Toon Town, Inc.
- Voice Quality Coordination, Inc.
- WCO Leisure, Inc.
- WCO Parent Corp.
- WCO Port Management Corp.
- WCO Port Properties, Ltd.
- WCO Vacationland, Inc.
- WDT Services, Inc.
- WDW Services, Inc.
- Wanderlust Productions, Inc.

### Ativos parciais
- Inspector Gadget – A Disney anteriormente possuía a franquia como um todo durante sua parceria limitada com a DIC Entertainment de 1996 a 2000, com distribuição internacional para algumas mídias relacionadas ao Inspector Gadget até 2006, quando a Disney vendeu 20 programas de volta para Andy Heyward. No entanto, a Disney continua a deter os direitos do filme da franquia por meio da Walt Disney Pictures.
- Talking Friends – A titular da franquia Outfit7 Entertainment assinou um acordo exclusivo com a Disney em 2012 que permitia à empresa produzir e distribuir certas mídias para a franquia. Entre as mídias criadas como parte da licença limitada estava uma série da web da Disney Interactive, duas músicas da Walt Disney Records, um jogo da web Adobe Flash que estava disponível em Disney.com, bem como um show com DJs da Radio Disney para promover a linha de brinquedos Talking Friends Superstars. O acordo, no entanto, não incluía os aplicativos originais nem os direitos de mercadoria.

## Antigos ativos

### Desinvestidos
- ABC Radio Networks, uma rede de rádio, junto com as estações não-rádio da ABC, Disney e ESPN, vendidas para Citadel Broadcasting com a rede renomeada como Citadel Media, e posteriormente vendida para Cumulus Media e renomeada como Cumulus Media Networks antes de ser fundido em Westwood One.
- Baby Einstein: Adquirida pela The Walt Disney Company em novembro de 2001, vendida para Kids II, Inc. em outubro de 2013.
- Bass Anglers Sportsman Society
- Childcraft Education Corp., fabricante de móveis e equipamentos infantis, lojas de varejo[63] e vendido para a U.S. Office Products Co. em 1997[64]
  - Childcraft, Inc.: empresa de catálogo
- DIC Entertainment - Adquirido como parte da compra da CC/ABC em novembro de 1996, vendido de volta ao proprietário original em novembro de 2000.
- E!: um dos proprietários
  - Style Network
- Endemol Shine Group (50%) - adquirido por Banijay[65]
- FoxNext Games - vendido para Scopely[66]
  - FoxNext Games LA studio
  - Aftershock Studios[67]
  - Cold Iron Studios
- Fox Sports Networks - vendido para Sinclair Broadcast Group e Entertainment Studios[68]
  - Arizona
  - Detroit
  - Florida/Sun
  - Midwest (subfeeds: Indiana, Kansas City)
  - North
  - Ohio/SportsTime Ohio
  - South / Fox Sports Southeast (subfeeds: Carolinas, Tennessee)
  - Southwest (subfeeds: Oklahoma, New Orleans)
  - West/Prime Ticket (subfeed: San Diego)
  - Wisconsin
  - YES Network (80% de capital) - vendido para Sinclair Broadcast Group, Amazon e Yankee Global Enterprises[69]
- Fusion Media Network, LLC, a joint venture do canal a cabo Fusion com a Univision Communications vendeu os 50% restantes para a Univision.
- GMTV: um dos proprietários; Vendido para ITV plc e renomeado ITV Breakfast Limited em 2009.
- Hyperion Books: vendido para Hachette
- KCAL-TV: Vendido para Young Broadcasting, agora propriedade da CBS Television Stations.
- KRDC (AM)
- Miramax Films: Adquirida pela The Walt Disney Studios em 1993. Vendida para Filmyard Holdings em 2010 e depois para beIN Media Group desde 2016, co-propriedade da Paramount Global desde 2019.
  - Dimension Films: Mantido por Bob e Harvey Weinstein e absorvido pela The Weinstein Company quando eles deixaram a Miramax Films. Os direitos no exterior, incluindo o Reino Unido, para Os Irmãos Grimm foram transferidos da Miramax para a Walt Disney Pictures fora dos Estados Unidos desde 2015.
- MovieBeam
- Oxygen Media: um dos proprietários[70]
- Power Rangers (BVS Entertainment) -Vendido de volta para Haim Saban em 2010 junto com outros shows relacionados a ele
- Radio Disney Group, vendeu estações individuais
- RTL Disney Fernsehen GmbH & Co KG (joint-venture 50/50 com RTL Group) - Participação comprada em março de 2021[71]
  - Serviço de vídeo sob demanda por assinatura (SVOD) Kividoo[72]
  - Scoyo
  - Super RTL
  - Toggolino Club
  - Serviço de mudança de horário Toggo Plus
  - Toggo Radio
- TrueX: Vendido para Gimbal, Inc. em 2020.[73]
- Walt Disney Studios Sony Pictures Releasing de México: Participação vendida para Sony Pictures Releasing.
- Wondery (participação minoritária): Vendido para Amazon Music em 2020.[74]
- WJRT-TV, vendido para Lily Broadcasting with WTVG
- WTVG[75]
- TeleColombia: vendido para Paramount Networks Americas em 2021.

### Participações de capital de risco vendidas
- 56.com: vendido para Renren em setembro de 2011
- Iridigm Display Corporation: adquirida pela Qualcomm, Inc., setembro de 2004
- Kyte: adquirido pela KIT Digital, janeiro de 2011
- Move Networks: aquisição da EchoStar em dezembro de 2010
- PopularMedia: adquirida pela StrongMail, junho de 2009
- Pure Digital Technologies: adquirida pela Cisco em maio de 2009
- Quigo: adquirida pela AOL em dezembro de 2007
- Rosum: vendido para TruePosition em dezembro de 2010
- Scrapblog: vendido para Mixbook dezembro de 2010
- Sometrics: adquirida pela American Express, setembro de 2011[60]
- Youxigu: Steamboat vendeu sua participação para a Tencent Holdings Ltd. em março de 2010[62]

### Dormente ou fechado
As empresas a seguir são subsidiárias da Disney que não estão mais ativas ou foram absorvidas por outra parte da empresa.
- ABC Kids: Substituído por Litton's Weekend Adventure.
- Americast: Joint venture de TV digital para telefonia
- Anaheim Sports, Inc.: Anteriormente Disney Sports Enterprises, Inc.
- Arena Football League: A ESPN comprou uma participação minoritária da liga em dezembro de 2006; a liga encerrou as operações em julho de 2009. A AFL foi revivida em 2010, mas é uma entidade legal separada da original, sem propriedade da Disney.
- Avalanche Software: Fechada em maio de 2016 e reaberto e adquirido pela Warner Bros. Interactive Entertainment em janeiro de 2017.
- Babble
- Black Rock Studio: anteriormente conhecido como Climax Racing; adquirido pela Disney Interactive Studios (anteriormente Buena Vista Games) em 28 de setembro de 2006; encerrado em 30 de junho de 2011.
- Blip Networks, Inc.: Adquirida pela Maker Studios (agora Disney Digital Network) em agosto de 2013.[76] Fechada em agosto de 2015.[77]
- Blue Sky Studios - fechada em 10 de abril de 2021
- Bonnie View Productions, Ltd.:[13] Empresa de produção de "Crusaders", um programa de revista de notícias sindicado
- Buena Vista Visual Effects
- BT Sport ESPN - Licença para usar a marca ESPN revogada, renomeada como BT Sport 4
- Cal Publishing: A Cal Publishing foi uma subsidiária criada pela Disney para adquirir os ativos da CrossGen. Após a aquisição, ambas as empresas foram incorporadas à Disney Publishing Worldwide. A subsidiária da Disney Marvel Comics desde então tentou reviver a CrossGen como uma marca.
- Canasa Trading Corp.[13]
- Caravan Pictures[13]
- Disney Circle 7 Animation
- Club Penguin - Fechada em 30 de março de 2017
- Club Penguin Island - Fechada em 20 de dezembro de 2018
- Club Disney: Criação do Disney Regional Entertainment, o Club Disney tinha 5 locais construídos nos Estados Unidos. Todos os 5 locais foram fechados em novembro de 1999.
- Walt Disney Feature Animation Florida, Inc.[13]
- Das Vierte
- Disney Auctions
- Disney Cinemagic
- Disney Comics
- Disney Interactive Studios
- Disney Development Company: Braço de construção[78]
- Disney Regional Entertainment: Administrou as cadeias de restaurantes/entretenimento Disney Quest e ESPN Zone. A divisão foi fechada em junho de 2010. Duas ESPN Zones permanecem operando, mas agora como franquias locais.
- DisneyLife, serviço de streaming que oferecia algum conteúdo da marca Disney para assinantes fora dos Estados Unidos antes do Disney+.[79]
- Disney TeleVentures, Inc.: programação e suporte técnico de empresas de telecomunicações da Americast[13]
- Disney Television and Telecommunications, grupo de divisão (não confundir com a divisão de produção da Walt Disney Television) eliminado após a fusão Disney-CC/ABC[80]
- Disneytoon Studios
- Dream Quest Images: Fundiu-se com o grupo de computadores Disney Features Animation para formar o The Secret Lab
- DreamWorks II Distribution Co. LLC, direitos cinematográficos adquiridos da DreamWorks e Reliance.[81][82]
- DreamWorks Television (1994-2002): Joint venture da CC/ABC com DreamWorks que foi dissolvido no final do acordo de sete anos[83]
- Dlife[84] - Fechada em 2019
- ESPN Classic
- ESPN The Magazine
- Faded Denim Productions Ltd.: Produtora extinta
- Fall Line Studios
- Fidelity Television, Inc.: era proprietária da KCAL-TV
  - KHJ-TV, Inc.[13]
- Fogbank Entertainment - desativada em 2020[85]
- Fox 2000 Pictures - dissolvida em 14 de maio de 2021
- Fox Consumer Products - incorporado à Disney Consumer Products em 2020
- Fox Life - Fechada em 2022[86]
- Fox Research Library
- Fox-Paramount Home Entertainment (Uma joint venture nórdica com Paramount Home Entertainment) - Fechada em 2019
- Fox Pathé Europa (Joint venture francesa com Pathé e EuropaCorp)
- Fox Sports International - ativos encerrados ou dissolvidos na ESPN International
- Fox VFX Lab - Fechada em 2019
- Fox Music - Fundiu-se com a Hollywood Records em 2020
- FoxNext - Fechada em 2020
- H2 - Todas as redes internacionais foram fechadas em 2022
- Harvest Groves, Inc.: Fundida
- Hollywood Basic: Sub-gravadora da Hollywood Records que lançava música rap (incluindo música de DJ Shadow e Organized Konfusion). A gravadora foi descontinuada em meados da década de 1990.
- Hollywood Pictures: Selo cinematográfico da The Walt Disney Studios criado em 1989 e fechado em 2007.
- Hollywood Pictures Music: Selo da Disney Music Publishing que distribuía músicas dos títulos da Hollywood Pictures.
- ImageMovers Digital: Fechado em 2011 após a abertura abismal de Mars Needs Moms.
- Infoseek Corporation: Adquirida pela Disney em 1998 e incorporada pela GO Network da Disney. O nome Infoseek não está mais em uso.
- Jumbo Pictures: Adquirida pela Disney em 1996, a Jumbo Pictures produziu Doug, 101 Dalmatians: The Series, e PB&J Otter para a Disney. A empresa foi incorporada à Walt Disney Television Animation.
- Jetix Europe, N.V., anteriormente Fox Kids Europe: 73% adquiridos com a FOX/ABC Family Worldwide, Inc. e detidos pela BVS International, N.V.; proprietário pleno em 2009, administrava 13 canais Jetix
  - GXT: Canal italiano para adolescentes mais velhos vendido na compra da Jetix Italia. Fechado no final de 2014
  - K-2: O bloco italiano sindicalizado também foi vendido na aquisição da Jetix Italia.
  - Jetix Consumer Products
  - Jetix España S.L.: Joint venture com a Sogecable S.A. para operar a Jetix España
  - Jetix Poland Limited: Com proprietário minoritário, uma subsidiária da United Pan-Europe Communications N.V.
  - TV10 B.V.: Joint venture com SBS Broadcasting B.V. para atender o canal holandês
- Jetix Animation Concepts: Incorporada à Walt Disney Television Animation em 2009.
- Junction Point Studios
- Kingdom Comics:[87] Os criativos/executivos da unidade Kingdom Comics mudaram seu acordo para uma Monsterfoot Production independente.[88]
- Lake Buena Vista Communities, Inc.
- LAPTV
- Lyric Street Records: Gravadora especializada em música country
- Malibu Comics
- Mammoth Records: Gravadora independente adquirida pela Disney em 1997
- Marvel Animation (AKA Marvel Family Entertainment)[89]
  - Marvel Animation Studios: Parte da Marvel Animation de 2012 até 2020[90]
- MLG Productions 1 – MLG Productions 8: (joint venture da Marvel com a Lionsgate) extinta operacionalmente quando o número acordado de filmes DTV foi finalizado
- Pixar Canada: Aberta em 2010,[91] Fechada em 2013.[92]
- Playdom
- Propaganda Games: Fechada em janeiro de 2011 após o desenvolvimento de Tron: Evolution ser concluído.
- Radio Disney Networks
  - Radio Disney
  - Radio Disney Country
  - Radio Disney Junior
  - Radio Disney Music Awards
- Ranch and Grove Holding Corp.: Fundida
- Revelmode: Sub-rede da Maker Studios (Agora Disney Digital Network).[93] Fechado depois que PewDiePie foi descartado por causa de piadas antissemitas feitas em seu canal.[94][95]
- The Secret Lab: Formado a partir do grupo de computadores Dream Quest Images & Walt Disney Features Animation, fechado em 2002
- SIP Animation (Saban International Paris): Participação minoritária de 49% de propriedade da Disney. Separou-se da BVS Entertainment em 2001, mudou de nome em 2002 e finalmente entrou com pedido de liquidação e fechou em 2009.[a]
- Skellington Productions, Inc.: Companhia de produção formada entre a Walt Disney Feature Animation e os cineastas Tim Burton e Henry Selick
- Soapnet: Canal a cabo da DATG que fechou em 31 de dezembro de 2013
- Sony ESPN (50%, joint-venture com Sony) - Fechada em 2020
- Star Life - Fechado em 31 de março de 2022
- Starwave: A Starwave foi fundida com a Infoseek e adquirida pela Disney em 1998 para formar a GO Network. A Starwave não opera mais como um negócio autônomo. A gravadora ressuscitou recentemente para formar a Disney's Starwave Mobile, que licencia conteúdo de empresas terceirizadas para conteúdo de celular.
- Star World - Fechado em 2021
- Star World Premiere - Fechado em 2021
- Star Premium - Fechado em 1 de fevereiro de 2022
- Tapulous
- Togetherville: Adquirido em fevereiro de 2011.[97] Descontinuado em março de 2012.[98]
- Toontown Online: Os servidores foram fechados em 19 de setembro de 2013.
- Touchstone Pictures: estava inativa em 2016. A gravadora ainda usava a distribuição de mídia doméstica de títulos de catálogo.
- Touchstone Television: Incorporada à 20th Television em 2020.
- Touchwood Pacific Partner 1, Inc. (não a sociedade limitada em si)[13]
- Toysmart.com: Controle de participação[99]
- UTV Software Communications - Fundida com a Star India em 2020
  - UTV Communications (USA) LLC
  - UTV Motion Pictures - Fechado em 2017
  - UTV Action - Fechado em 2021
  - UTV Movies - Fechado em 2021
  - IG Interactive Entertainment Ltd.  - Fechado em 2012
  - UTV Global Broadcasting Ltd.
  - UTV Games Ltd. - Fechado em 2015
  - UTV Indiagames - Fechado em 2015
  - UTV Toons
- Voyage - Fechado em 2020
- Walt Disney Television: transferida para a ABC Television Network, e mais tarde incorpotada à Touchstone Television (então ABC Studios, agora conhecida como ABC Signature)
- WatchESPN: Fechado em 1º de julho de 2019.
- Wideload Games
- Wizzer Productions, Inc.: Companhia produtora do filme live-action 101 Dálmatas de 1996.[13]
- YourTV - Fechado em 2019
- Fox Networks Group - Fechado em 2024.